# Регіональний ландшафтний парк «Немирівське Побужжя»
Неми́рівське Побу́жжя — регіональний ландшафтний парк, об'єкт природно-заповідного фону України. Розташований у межах Немирівського району Вінницької області, вздовж річки Південний Буг.
Площа 5678 га. Створений згідно з рішенням 16 сесії Вінницької обласної ради 6 скликання № 548 від 20.06.2013 року. Перебуває у віданні комунальної установи «Центр природоохоронної роботи та сприяння розвитку туризму» (Немирівська районна рада).
Статус надано з метою збереження цілісності природного комплексу долини та акваторії річки Південний Буг. Рослинність формують представники бореальної (тайгової), неморальної (широколистих лісів), понтичної (степової) флори. Трапляються рідкісні ендемічні та реліктові види.
Окрасою парку є пороги на річці Південний Буг, що сформувались у тих місцях, де на поверхню виходять кристалічні породи Українського щита. Вони часто утворюють каскади та простягаються на відстань до кількох кілометрів. Вони часто утворюють каскади в 3—5 окремих частин та простягаються на відстань до кількох кілометрів.

## Галерея

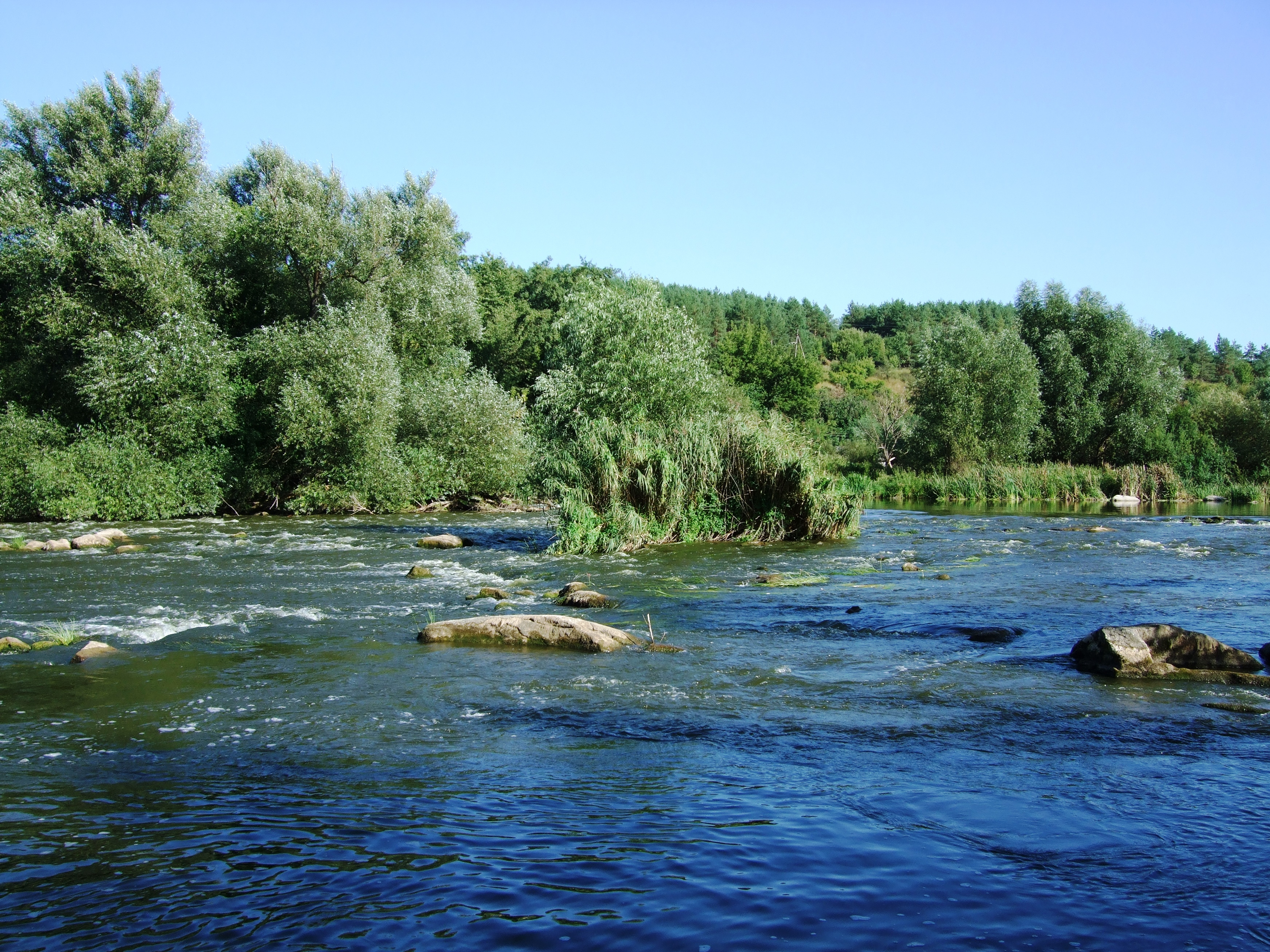
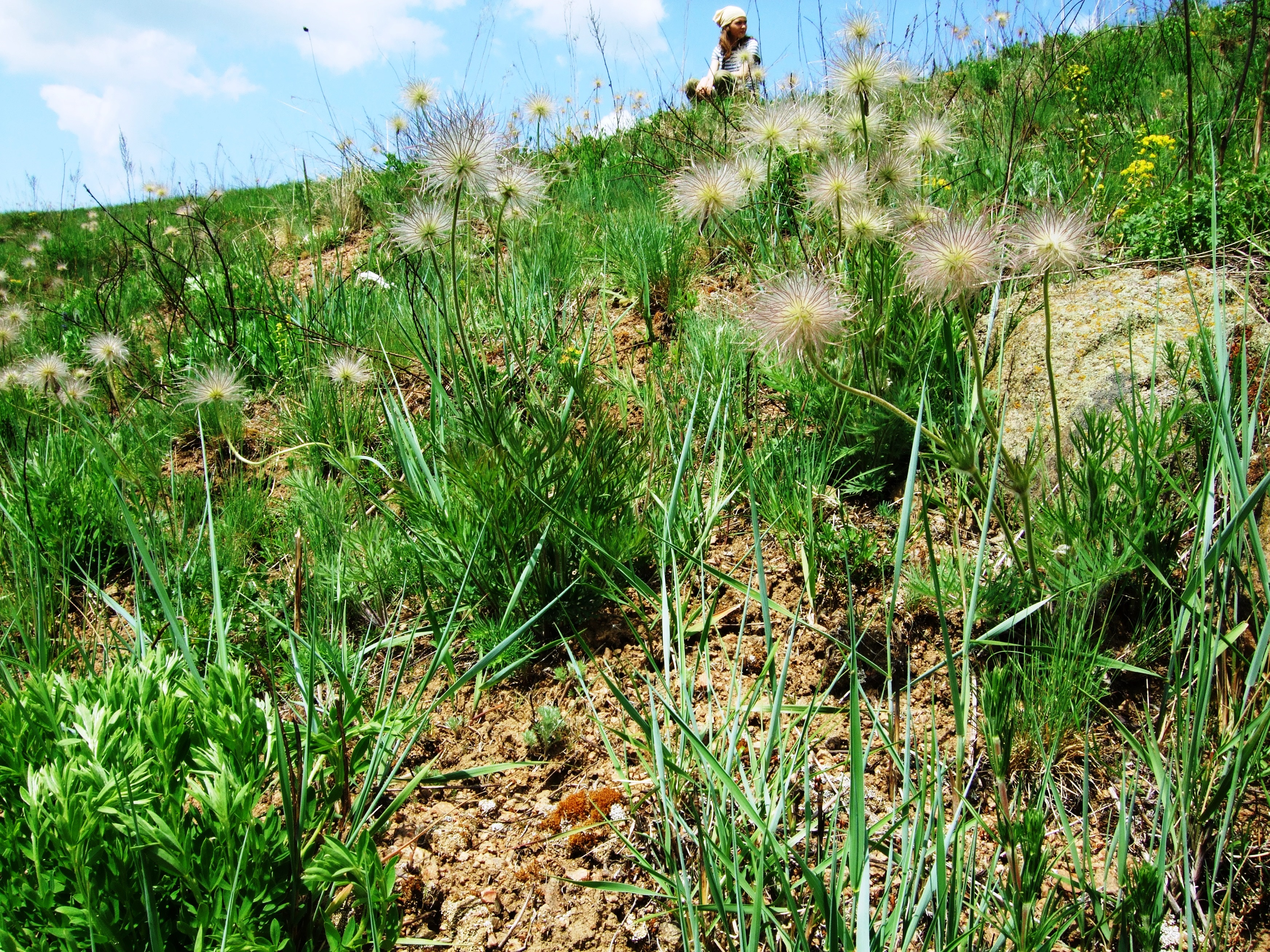
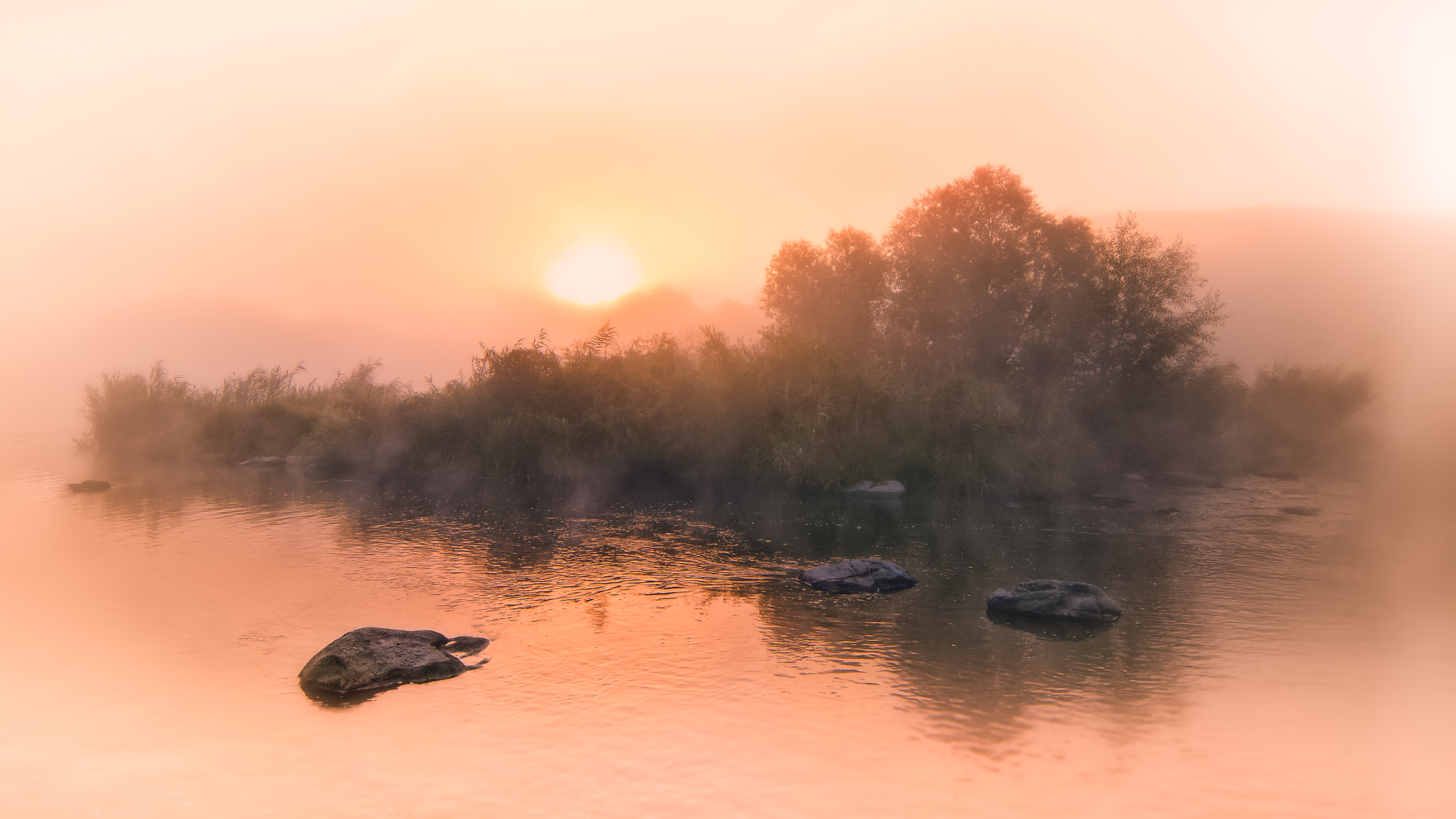
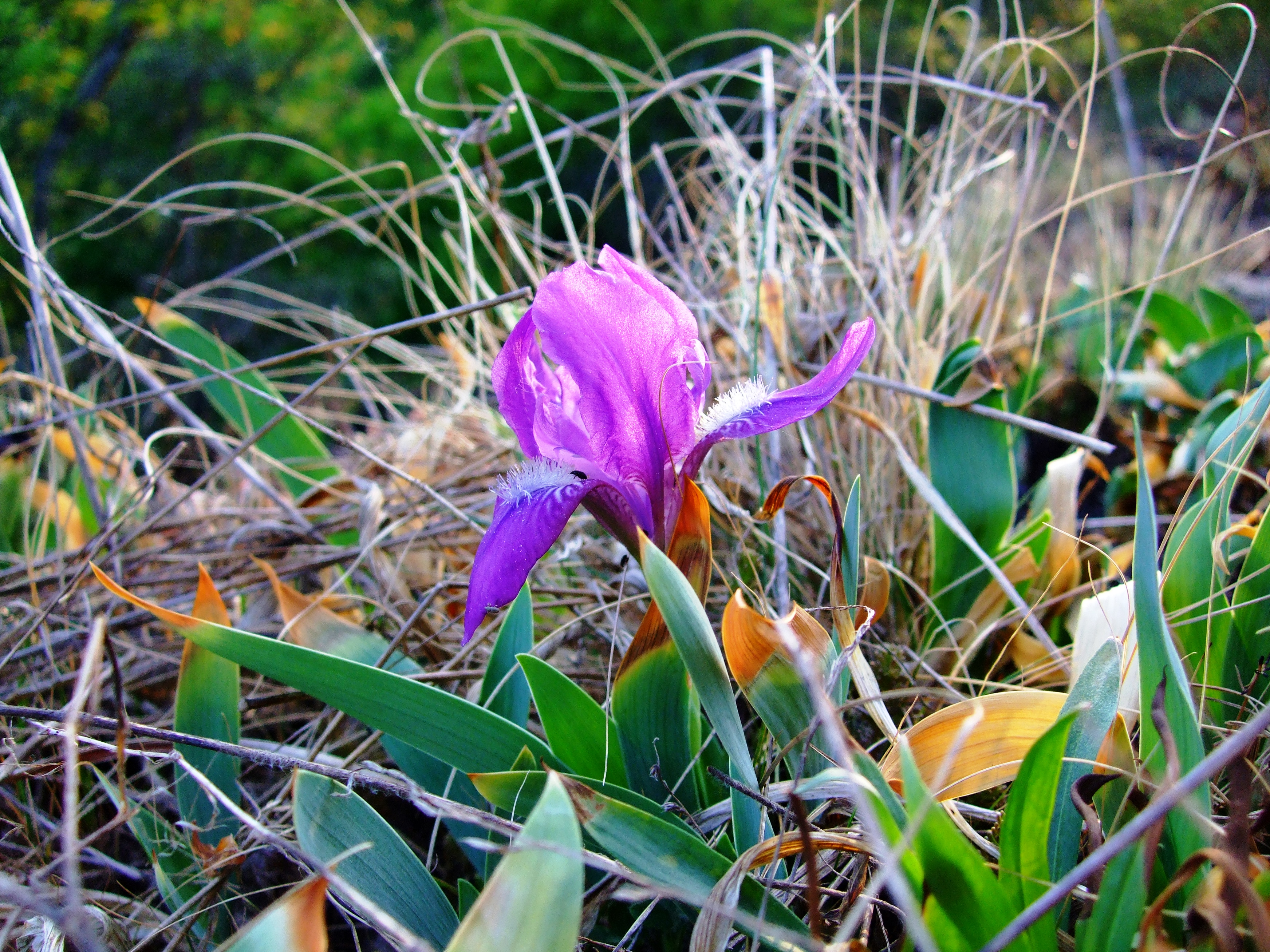
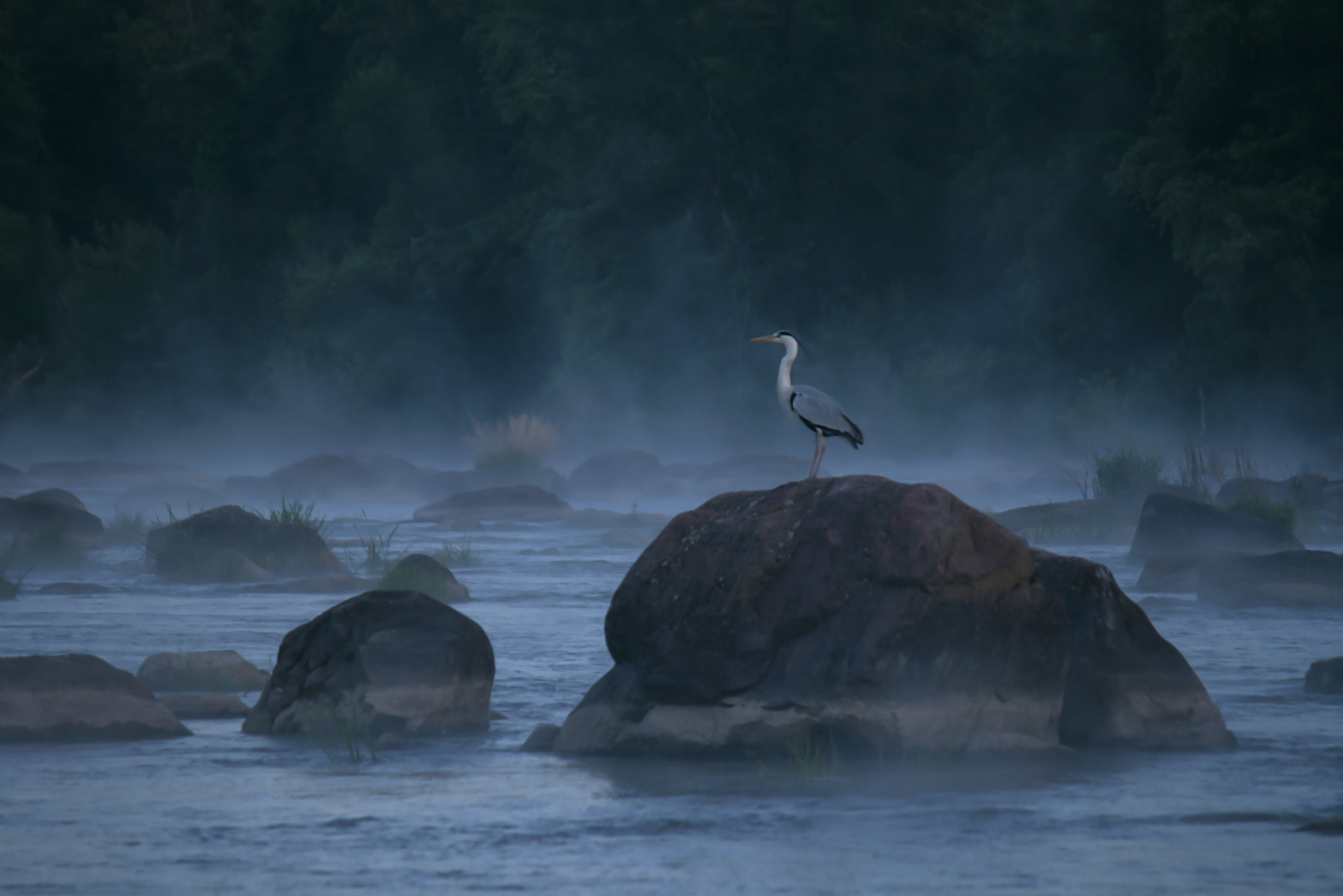
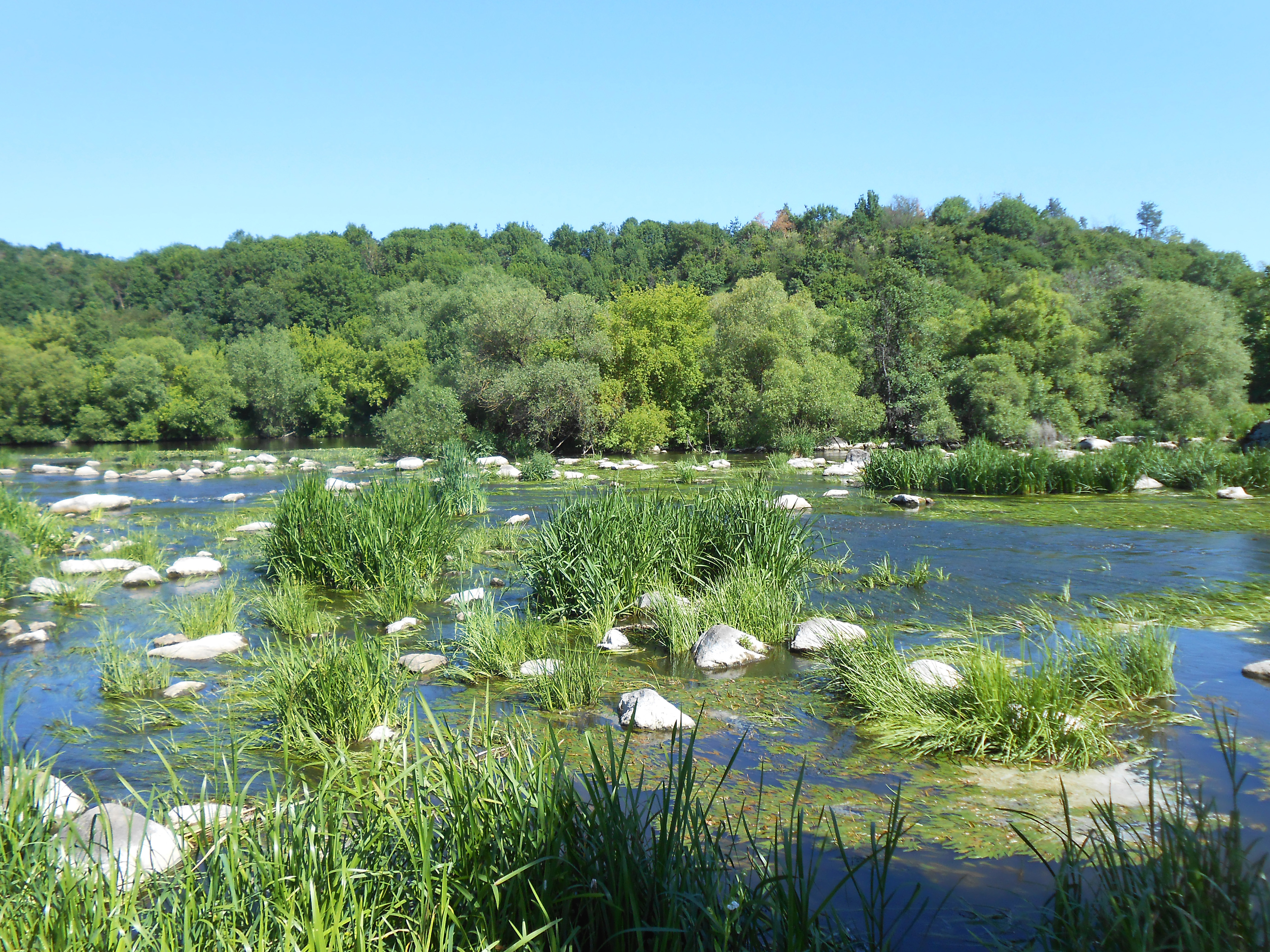